# ニュースおじさん
「ニュースおじさん」は、1991年10月3日にフジテレビの『世にも奇妙な物語 '91秋の特別編』内で放送されたテレビドラマ。
ここでは2010年4月4日に『世にも奇妙な物語 20周年スペシャル・春 〜人気番組競演編〜』内で放送された続編となる「ニュースおじさん、ふたたび」についても記述する。

## 原作
大場惑の『奇妙劇場 vol.1 十一の物語』（太田出版）に収録された「ニュースおじさん」が原作。終始、主婦むつみの夫からの視点で語られている。また、原作とドラマは結末が異なる。

## ニュースおじさんとは
唐十郎演じるニュース（特に事故などの外での報道など）に必ず映る謎の人物。同時刻に別の場所で起きたニュースなどでも、どちらにも姿を現すなど、人間離れした印象を残す。
物語の印象から、事故や火災などの現場に現れるイメージが強いが、カルガモの親子や川でアザラシが発見されたなどのニュースにも登場している。

## 「ニュースおじさん」

### 放送日
1991年10月3日の『世にも奇妙な物語 '91秋の特別編』にて放送。

### ストーリー
主婦のむつみは、ニュースの中で何故かいつもあるおじさんが映っていることを発見する。それを夫に伝えるも、夫は興味を持たない。
事故などのスクープに必ずいるそのおじさんに、むつみは恐怖を覚えていく。そんなある日、むつみは夫とでかけたドライブであのおじさんに出会う。

### キャスト
- 本間むつみ - 大竹しのぶ
- 本間晴彦 - 益岡徹
- ニュースおじさん - 唐十郎
- 女子高生 - 篠原涼子
- 浅見小四郎
- 嶋村かおり
- 中川真弓
- 坂谷龍一
- 小林賢二
- 渡会良
- 石井宏美
- ト字たかお
- 豊島まさみ

### スタッフ
- 脚本：中園ミホ
- 演出：鈴木雅之
- 制作：共同テレビ

## 「ニュースおじさん、ふたたび」

### 概要
『世にも奇妙な物語』初の続編となる作品。『めざましテレビ』とのコラボとして、めざましテレビの出演者が本人役として多く登場。主人公の朝倉瑞希もめざましテレビのキャスターという設定となっている。日本大学芸術学部の中町綾子教授は、他の人にはわかってもらえない彼女たちが抱える孤独が描かれていると評している。
2010年4月4日の『世にも奇妙な物語 20周年スペシャル・春 〜人気番組競演編〜』にて放送。

### ストーリー
めざましテレビのニュースキャスターとして活躍している朝倉瑞希は、いつも自分より先に現場にいる謎のおじさんの事を気にかけていた。
おじさんより先に現場に着こうとするが、いつも、おじさんが先にいる。朝倉は様々な仮説を立てておじさんを追うが…

### キャスト
- 朝倉瑞希 - 香里奈
- ニュースおじさん - 唐十郎
- 永井勇作 - 勝地涼
- 田崎博一 - 飯田基祐
- 佐々木部長 - 春海四方
- 北村加奈子 - 高橋まりの
- 牧野健太郎 - 趙珉和
- バス運転手 ｰ 田村三郎
- 吉村 ｰ 堀口敬巧
- リポーター ｰ 上村愛香
- 男の子 ｰ 中村柊芽
- ニュースの声 ｰ 伊藤富美也、山岸快
- 本人役 ｰ 大塚範一、高島彩

### スタッフ
- 脚本：保田良太
- 演出：都築淳一